# 타르칸
타르칸(튀르키예어: Tarkan, 1972년 10월 17일)은 독일과 튀르키예에서 활동하는 터키계 가수이며, 본명은 타르칸 테베톨루(튀르키예어: Tarkan Tevetoğlu)이다. 1997년에 발표한 싱글 《Şımarık》(튀르키예어로 '장난꾸러기'라는 뜻)로 1999년에 유럽 각지의 음반 차트에서 1위를 차지하며 유럽 대중 음악계의 주목을 받았다.

## 음반 활동

### 싱글
- 《Şımarık》 (1998)
- 《Şıkıdım》 (1999)
- 《Bu Gece》 (1999)
- 《Kuzu Kuzu》 (2001)
- 《Hüp》 (2001)
- 《Bounce》 (2006)
- 《Start the Fire》 (2006)
- 《Uyan》 (2008)
- 《Sevdanın Son Vuruşu》 (2010)
- 《Adımı Kalbine Yaz》 (2010)

## 정규 앨범
- 《Yine Sensiz》 (1992)
- 《A-Acayipsin》 (1994)
- 《Ölürüm Sana》 (1997)
- 《Tarkan》 (1998)
- 《Karma》 (2001)
- 《Dudu》 (2003)
- 《Come Closer》 (2006)
- 《Metamorfoz》 (2007)
- 《Metamorfoz Remixes》 (2008)
- 《Adımı Kalbine Yaz》 (2010)
- 《Ahde Vefa》 (2016)
- 《10》 (2017)